# Černý pátek (nakupování)

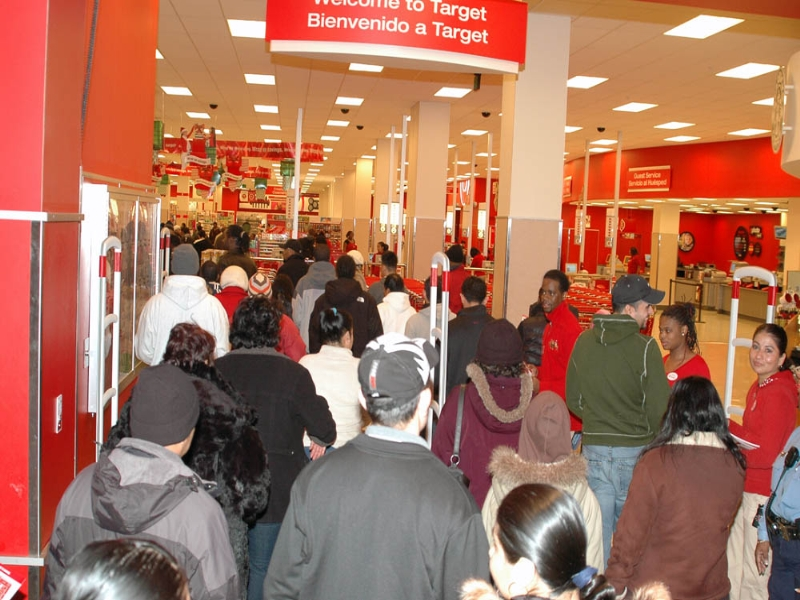
Black Friday v obchodě v USA

Černý pátek (anglicky Black Friday) je neformální název pro páteční den, který následuje v USA po svátku Díkůvzdání, ten se slaví čtvrtý čtvrtek v listopadu. Jedná se o marketingovou akci, kdy se obchodníci snaží nalákat zákazníky na velmi nízké ceny. Černý pátek je v USA již od roku 2005 tradičně nejrušnějším nakupovacím dnem. Mnoho obchodníků však nezačíná se slevami přesně čtvrtý pátek v listopadu, ale nabízí je už o několik dní dříve. V USA je také běžné, že zákazníci si zabírají místa před obchody, aby si zajistili to nejlepší místo ve frontě.
Termín Černý pátek pravděpodobně vznikl kolem roku 1961 ve Filadelfii, kde byl užíván pro označení rušného silničního provozu den po Díkůvzdání. O více než dvacet let později se tento termín více rozšířil a začal být využíván pro označování dne, kdy se zvedají tržby obchodníků, tedy se dostávají z „červených čísel“ do „černých čísel“.
Některé zejména francouzské oděvní značky propagují environmentalistické názory, které brojí proti černému pátku vzhledem k ekologickému dopadu tohoto dne.

## Černý pátek v Česku
Černý pátek se stal oblíbeným marketingovým lákadlem v České republice, a to se slevami až do výše osmdesáti procent. Odborníci ale varují spotřebitele, aby se nenechali nalákat na fiktivní slevy. „Sleva může být počítána z výrazně vyšší ceny, než je cena zboží v běžné tržní síti,“ uvádí vedoucí právního oddělení největší české spotřebitelské organizace dTest.
Jedním z prvních prodejců, kteří odstartovali tuto akci i v Česku, byl internetový obchod s elektronikou Alza, následující rok se přidaly i další firmy. Někteří prodejci lákají na slevy Black Friday i mimo tento den, také často dochází k podvodům se slevami. Čeští obchodníci si pojem Black Friday velmi upravili a nabízejí slevy prakticky kdykoliv v roce a někdy dlouhodobě, a s původní myšlenkou tedy nemá žádnou souvislost.

## Násilí a chaos

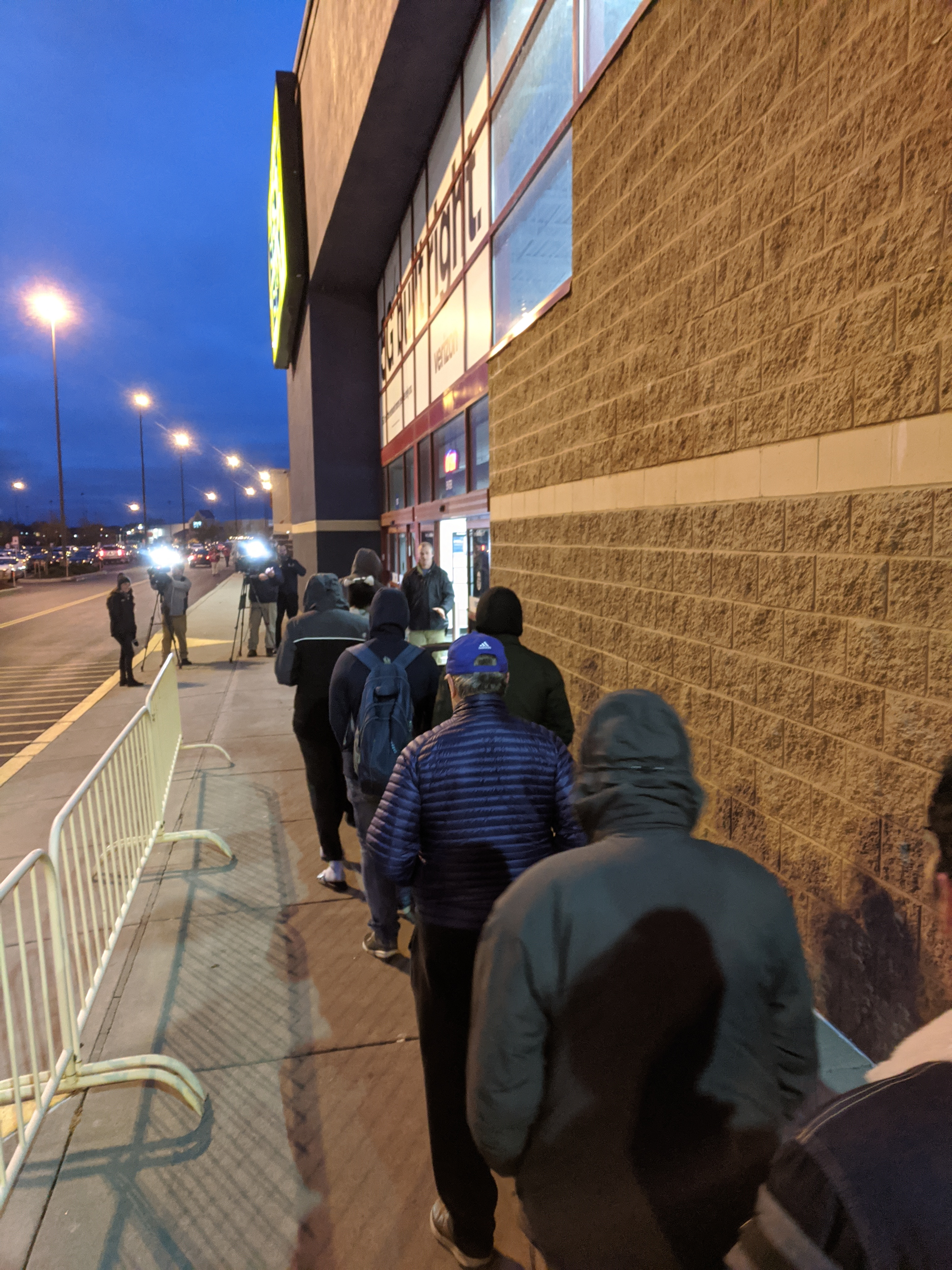
Fronta večer před Black Friday u obchodu v New Yorku

V tento den se také někdy objevují zprávy o násilí mezi zákazníky. Od roku 2006 bylo ve Spojených státech zaznamenáno 12 úmrtí a 117 zranění.
V roce 2008 čekal dav přibližně 2 000 nakupujících v oblasti Valley Stream v New Yorku na otevření místního supermarketu Walmart v 5:00. Jak se blížil otevírací čas, rostla davová úzkost a když byly dveře otevřeny, dav se tlačil kupředu, rozbil dveře a 34letý zaměstnanec byl pošlapán k smrti. Nezdálo se, že by se zákazníci zajímali o osud oběti a odmítali zastavit tlačenici. Když se ostatní zaměstnanci pokusili zasáhnout a pomoci zraněnému zaměstnanci, stěžovali si, že čekali v chladu a nebyli ochotni déle čekat. I když přijela policie a pokusila se poskytnout pomoc zraněnému muži, nakupující strkali a tlačili do důstojníků. Několik dalších osob utrpělo drobná zranění, včetně těhotné ženy, která musela být odvezena do nemocnice. Incident může být prvním případem úmrtí, ke kterému došlo během černého pátku. Téhož dne byli smrtelně zastřeleni dva lidé během hádky v obchodě Toys 'R' Us v Palm Desert v Kalifornii.
V roce 2010 byla zatčena žena z Indianapolisu poté, co se začala hádat s ostatními zákazníky Walmartu. Byla požádána, aby opustila obchod, ale odmítla. Ve stejném roce byl v Buffalu pošlapán muž, na kterého se po otevření dveří obchodu Target sesypal dav.
O černém pátku v roce 2011 žena v Kalifornii způsobila zranění pepřovým sprejem dvaceti ostatním zákazníkům, kteří čekali ve frontě na nově zlevněnou herní konzoli Xbox 360. Při dalším incidentu ve stejném roce také v Kalifornii byl při nakupování zastřelen muž.
V roce 2016 byl zastřelen 21letý Demond Cottman kolem jedné hodiny ranní v pátek před obchodem Macy's v New Jersey. Střelec několikrát vystřelil a zanechal za sebou SUV pokryté dírami po kulkách, ale motivy zůstaly nejasné. Cottmanův 26letý bratr byl také zraněn. Dalším případem byla střelba na Wolfchase Galleria Mall v Memphisu v Tennessee, která způsobila zranění jednoho muže. Devatenáctiletý mladík Derrick Blackburn byl později zatčen za nezákonné držení zbraně.

## Online

### Vysoká návštěvnost obchodních webů
Některé e-shopy investují mnoho peněz do propagačních kampaní (dnes je velmi populární využití Instagramu a jiných sociálních sítí. Lidé s vysokým počtem sledujících a velkým mediálním dosahem za peníze a produkty poskytnuté zdarma recenzují, vychvalují a propagují téměř vše), aby nalákali co největší možný počet zákazníků na všelijaké slevy do svých obchodů. Nicméně často zapomínají na to, že taková návštěvnost může vytvořit na jejich webových stránkách silný nápor a výpadek. Podle Retail Gazette v roce 2017 se počet obchodních webových stránek snížil v důsledku velkého náporu v rámci Černého pátku v roce 2017 a to jen podporuje fakt, že spousta obchodníků se na Černý pátek pořádně nepřipraví. Tato selhání mohou způsobit slabší preference stránek, již zmíněný výpadek stránky a následnou ztrátu příjmů. Kromě toho The 2017 Veeam Availability Report ukazuje, že neplánovaný výpadek stránky stojí organizátory z celého světa v průměru 270 milionů dolarů ročně.

### Doporučovací weby
Některé webové stránky informují o tomto dnu po Díkůvzdání i měsíc předem. Seznamy slev a původních cen jsou často doplňovány i o různé obrázky aktuálních reklam. Toto mohou dělat buď lidé interně, nebo velcí obchodníci, aby dali zákazníkům čas nákupy naplánovat.
V posledních letech někteří velcí obchodníci (jako Walmart, Target, OfficeMax, Big Lots a Staples) se nechali slyšet, že reklamy, které vypouští ještě před samotným Černým pátkem a ceny, jež jsou zde obsaženy, jsou vázány autorským právem a obchodním tajemstvím.[zdroj⁠?!]
Někteří z těchto obchodníků využili tzv. take-down system z Digital Millennium Copyright Act, aby odstranili pohoršující seznamy cen. Tato strategie může vycházet ze strachu, že další “soutěžící” sníží své ceny a zákazníci budou mít další obchod k porovnání. Aktuální validita tvrzení, že ceny jsou chráněná autorská práce, je poměrně nejistá jako ceny samy.
Využívání doporučovacích webů a nakupování v kamenných prodejnách se stát od státu (USA) liší. Záleží to hlavně na výši poštovného a jestli (popřípadě jakou) má prodejní daň. Nicméně, v posledních letech tento komfort online nakupování zvýšil počet přeshraničních zákazníků hledajících co nejvýhodnější nákup mimo USA, hlavně v Kanadě. Statistiky ukazuji, že online přeshraniční nákupy se od roku 2002 u Kanaďanů zvýšily zhruba o 300 milionů dolarů ročně.

### Kyber-pondělí (Cyber Monday)
Termín kyber pondělí, neologismus, jenž v roce 2005 vymyslela Národní obchodní federace, je marketingový pojem označující první pondělí po Černém pátku. Bylo to založeno na trendu přicházejícím z let předcházejících (2003 a 2004). Obchodníci zaznamenali, že mnoho zákazníků nebylo schopno nakupovat o víkendu v průběhu oslav Díkůvzdání a Černého pátku, protože byli příliš zaneprázdnění nebo zkrátka nenašli to, co hledali. A tak nakupovali online z domova až ve slevách v pondělí po víkendu.
V roce 2013 se online slevy a výprodeje v rámci kyber-pondělí zvýšily o 18 % oproti roku 2012, dosáhly rekordních 1,73 miliard dolarů. Průměr jedné objednávky činil 128 dolarů. V roce 2014 se kyber-pondělí stalo nejrušnějším dnem roku, kdy slevy překonávaly 2 miliardy dolarů. Tedy o 17 % více než v roce 2013.

### Kyber-týden
V magazínu Forbes se 3. prosince 2013 objevil článek o tom, že kyber-pondělí se těší obrovské popularitě, a tak budou kyber-slevy pokračovat celý týden po Díkůvzdání a Černém pátku. Peter Greenberg, travel editor z CBS News se později vyjádřil: “Pokud chcete opravdu obchodovat, měli byste se držet dál od obchodních domů. Černý pátek a kyber-pondělí jsou samy o sobě součástí kyber-týdne…”

### Dopad obchodních slev
Americká Národní obchodní federace zveřejňuje čísla pro každý víkend Díkůvzdání. Federace definuje víkend Díkůvzdání jako čtvrtek, pátek a utrácení připadá na neděli. Průzkum odhaduje počet nakupujících, nikoliv počet počet lidí.
Délka nakupovací sezony není úplně stejná přes celý rok. Data pro Černý pátek jsou od 23. listopadu do 29. listopadu, zatímco Vánoce jsou vždy 24. prosince. V roce 2012 byla nejdelší nákupní sezona od roku 2007.